# Natura 2000-område nr. 33 Tjele Langsø og Vinge Møllebæk
Natura 2000-område nr. 33 Tjele Langsø og Vinge Møllebæk er en naturplan under det fælleseuropæiske Natura 2000-projekt. Planområdet er et habitatområde, Tjele Langsø og Vinge Møllebæk med et samlet areal på ca. 1.353 ha (H33), hvoraf selve Tjele Langsø udgør 409 ha; Tjele Langsø er endvidere udpeget til fuglebeskyttelsesområde nr. F16. Området ligger i Viborg Kommune.

## Beskrivelse
Natura 2000-området er en del af Skals Å-systemet, og habitatområdet domineres helt overvejende af selve Tjele Langsø med tilgrænsende enge og ellesumpe. I området findes en række vigtige rigkærs- og overdrevslokaliteter med sjældne arter. Den sydøstlige tarm af habitatområdet omfatter Vinge Møllebæk og omkringliggende meget værdifulde rigkær og stejle overdrevsskrænter.
Fuglebeskyttelsesområdet omfatter ud over selve vandfladen af Tjele Langsø også landbrugsarealer omkring Tjele Gods, der især tidligere udgjorde den foretrukne fourageringsområde for overvintrende sædgæs. Området grænser op til det meget omfangsrige Natura 2000-område nr. 30 Lovns Bredning, Hjarbæk Fjord og Skals Ådal mod øst.

### Tjele Langsø
Søen får vand fra Tjele Å og Engdal Bæk i vestenden, samt
fra talrige kilder og væld, der de fleste steder er tilgroet med rød-el
langs søens bredder. Tjele Langsø er en dyb og næringsrig sø, hvor
den sparsomt udbredte undervandsvegetationen domineres af akstusindblad.
Væksten af vandplanter er hæmmet pga. uklart vand.
Søen har afløb i den østlige ende og vandet fortsætter via Vorning Å
til Skals Å og senere Hjarbæk Fjord.

### Vinge Møllebæk
Den sydøstlige del af habitatområdet
omfatter Vinge Mølle med mølledam og omkringliggende stejle
overdrevsskrænter. Mølledammen gennemløbes af Vinge Møllebæk,
der løber ud i Vorning Å. Ellesumpen starter typisk ved skræntfoden
og strækker sig 20-40 m ud mod søen. Ellesumpene har visse steder
en høj naturværdi.

### Rigkær
Rundt om søen ligger flere større eller mindre arealer med rigkær,
der i varierende grad er under tilgroning. F.eks. ligger et rigkær på
næsten 1,6 ha på nordsiden af søen ved Langagergård, syd for Lindum.
Tilsvarende ligger der vest for søen ved Tjele Mølle mindst 5 ha
med rigkær, der blandt andet rummer butblomstret siv.
Langs Vinge Møllebæk findes en række meget vigtige rigkærs-, kildevælds-
og overdrevslokaliteter med sjældne arter, herunder bl.a.
blank seglmos. Der er tidligere registreret gul stenbræk på stedet.
Et område på 24 ha ved Vinge Mølledam blev fredet i 1983 
Natura 2000-planen er vedtaget i 2011, hvorefter kommunalbestyrelserne
og Naturstyrelsen udarbejdede bindende handleplaner for
gennemførelsen af planen.  Planen videreføres og videreudvikles i senere planperioder.  Natura 2000-planen er koordineret med vandplanen 1.2 Limfjorden.